# Ivan Diviš

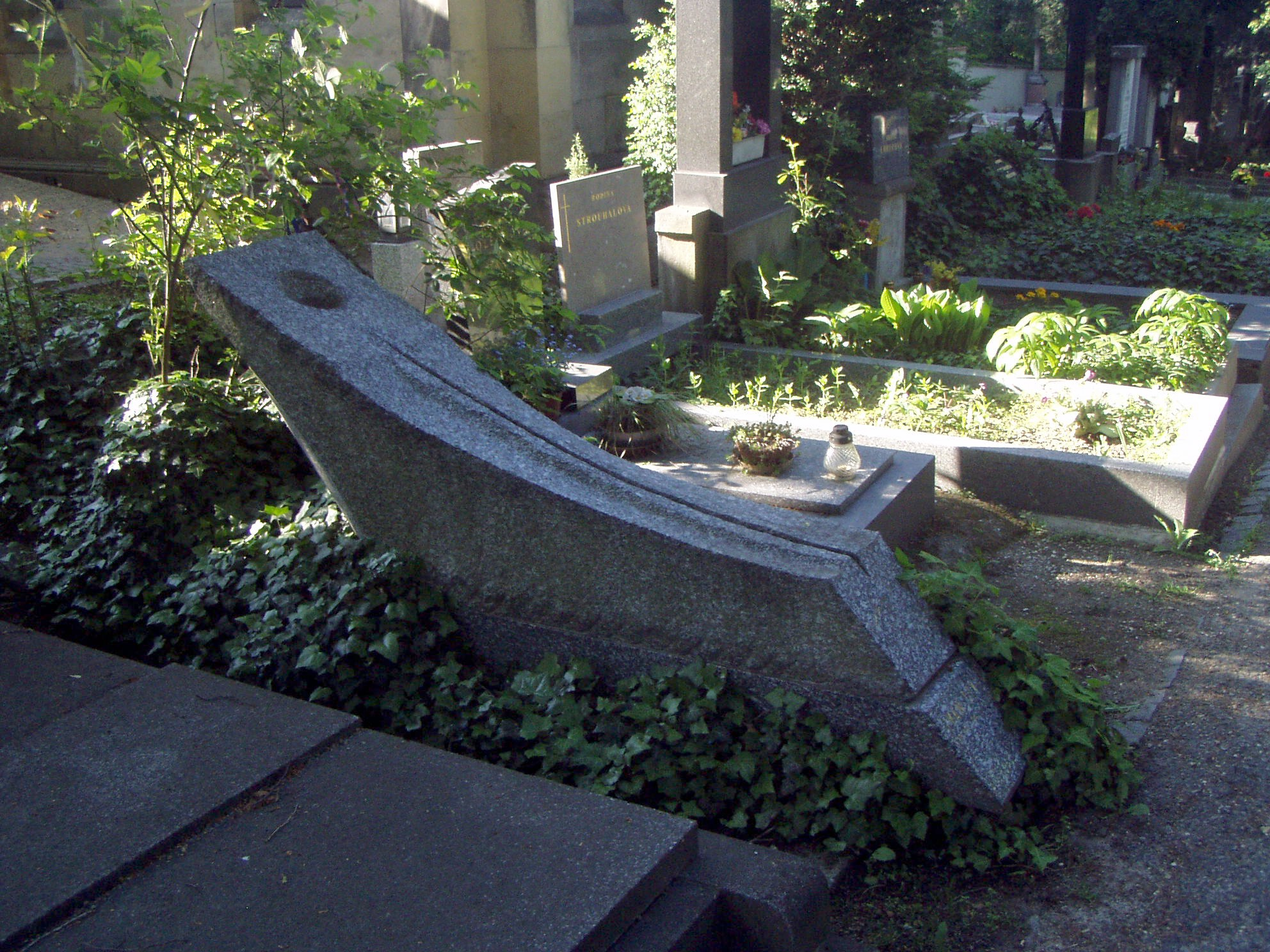
Diviš’ Grab in Prag

Ivan Diviš (* 18. September 1924 in Prag; † 7. April 1999 ebenda) war ein tschechischer Dichter.

## Leben
Während des Zweiten Weltkriegs besuchte er das Gymnasium in Prag. 1941 wurde er durch die Gestapo inhaftiert, später wieder entlassen. Von 1942 bis 1949 war er Lehrling in einer Buchhandlung, Angestellter und Redakteur des Verlages Václav Petr. Nach dem Abitur studierte er von 1945 bis 1949 Philosophie und Ästhetik an der Karls-Universität. 1960 bis 1968 arbeitete er bei der Zeitung Mladá fronta („Die junge Front“) und kurz bei der Zeitschrift Sešity („Hefte“) als Redakteur. Im August 1969 ging er ins Exil nach München und war als Redakteur beim Rundfunksender Freies Europa tätig. Nach Tschechien kehrte er 1997 zurück.